# Theater Tiefrot
Das Theater Tiefrot ist ein privates Kammertheater in Köln. Es wurde 2002 eröffnet, Gründer ist der Schauspieler und Regisseur Volker Lippmann. 

## Gründung und Lage
Das Theater hatte am 12. April 2002 mit Bertolt Brechts Stück Baal Premiere und ist in einem ehemaligen Kolping-Gesellenheim aus dem Jahr 1905 unter einem Hotel in der Kölner Dagobertstraße untergebracht. Das Tiefrot ist variabel bestuhlbar und verfügt über bis zu 80 Sitzplätze.

## Repertoire
Das Theater Tiefrot hat sich mit Stücken wie Das kunstseidene Mädchen nach Irmgard Keun oder Bruder Molière von Gerold Theobald seit vielen Jahren in der Kölner Off-Theaterszene einen Namen gemacht. Das Theater spielt Stücke zeitgenössischer Autoren wie Die Grönholm Methode des Spaniers Jordi Galceran genauso wie Klassiker in neuen Gewändern, wie beispielsweise Schillers Maria Stuart in der Fassung der italienischen Schriftstellerin Dacia Maraini, Goethes Wahlverwandtschaften oder Nervensägen, eine romantische Komödie nach Molière.
Das Theater versteht sich selbst als „gesellschaftlich engagiertes Literaturtheater“ und spielt auch politische Stücke wie Die Welle, ein Stück nach einem Experiment von Ron Jones über Faschismus, adaptiert von Reinhold Tritt. Im Tiefrot treten auch interkulturell ausgerichtete Gasttheater wie das Ali-Jalaly-Ensemble aus dem Iran oder das Theater TKO aus Kroatien auf.